# Ignacio de Soroeta
Ignacio de Soroeta fue gobernador del Paraguay en 1731. Más que gobernar, pasó a Lima cuando fue expulsado de Asunción. Su informe agravó la situación de José de Antequera y Castro y su aguacil Juan de Mena. Ambos fueron condenados a muerte. Camino al cadalso y con la multitud limeña convulsionada, el Virrey los hizo matar. Era el 15 de julio de 1731.
Cuando se supo la noticia en Asunción, explotó la ira popular contra los jesuitas.
| Predecesor: Martín de Barúa | Gobernador del Paraguay 1731 | Sucesor: Junta Gubernativa de los comuneros |

- Datos: Q9007862